# Kristian Golomeev
Kristian Golomeev, född 4 juli 1993 i Velingrad, Bulgarien, är en grekisk simmare. Han är son till den bulgariska simmaren Tsvetan Golomeev.

## Karriär
Golomeev tävlade för Grekland vid olympiska sommarspelen 2012 i London, där han blev utslagen i försöksheatet på 100 meter frisim.
Vid olympiska sommarspelen 2016 i Rio de Janeiro tävlade Golomeev i fyra grenar. Han tog sig till semifinalen på 50 meter frisim och blev utslagen i försöksheatet på 100 meter frisim. Golomeev var även en del av Greklands lag som blev utslagna i försöksheatet på både 4 x 100 meter frisim och 4 x 100 meter medley.
Vid Europamästerskapen i simsport 2021 tog Golomeev brons på 50 meter frisim med tiden 21,73. Vid olympiska sommarspelen 2020 i Tokyo tog sig Golomeev till final på 50 meter frisim, där han slutade på delad femte plats. Han var även en del av Greklands lag som slutade på 15:e plats på 4×100 meter frisim.
I augusti 2022 vid EM i Rom tog Golomeev brons på 50 meter frisim. I december 2023 vid kortbane-EM i Otopeni var han en del av Greklands kapplag som tog brons på 4×50 meter frisim. Vid EM 2024 i Belgrad tog Golomeev guld på 50 meter frisim samt var en del av Greklands lag som tog brons på 4×100 meter frisim.